# Olympische Sommerspiele 2020/Rudern – Leichtgewichts-Doppelzweier (Männer)
Der Leichtgewichts-Doppelzweier der Männer bei den Olympischen Spielen 2020 in Tokio wurde vom 24. bis 29. Juli 2021 auf dem Sea Forest Waterway ausgetragen.

## Titelträger
| Olympiasieger | Jérémie Azou / Pierre Houin      | Rio de Janeiro 2016 |
| Weltmeister   | Fintan McCarthy / Paul O’Donovan | Ottensheim 2019     |

## Vorläufe
Samstag, 24. Juli 2021

### Vorlauf 1
| Platz | Bahn | Nation      | Athleten                               | Zeit (min) | Qualifikation  |
| ----- | ---- | ----------- | -------------------------------------- | ---------- | -------------- |
| 1     | 3    | Deutschland | Jonathan Rommelmann, Jason Osborne     | 6:21,71    | Halbfinale A/B |
| 2     | 1    | Italien     | Stefano Oppo, Pietro Ruta              | 6:24,25    | Halbfinale A/B |
| 3     | 2    | Portugal    | Pedro Fraga, Afonso Costa              | 6:44,09    | Hoffnungslauf  |
| 4     | 4    | Usbekistan  | Shahboz Xolmirzayev, Sobir Safaraliyev | 6:44,98    | Hoffnungslauf  |
| 5     | 6    | Venezuela   | César Amaris, José Güipe               | 6:46,11    | Hoffnungslauf  |
| 6     | 5    | Thailand    | Siwakorn Wongpin, Nawamin Deenoi       | 7:07,05    | Hoffnungslauf  |

### Vorlauf 2
| Platz | Bahn | Nation     | Athleten                             | Zeit (min) | Qualifikation  |
| ----- | ---- | ---------- | ------------------------------------ | ---------- | -------------- |
| 1     | 4    | Irland     | Fintan McCarthy, Paul O’Donovan      | 6:23,74    | Halbfinale A/B |
| 2     | 1    | Tschechien | Jiří Šimánek, Miroslav Vraštil       | 6:28,10    | Halbfinale A/B |
| 3     | 2    | Polen      | Jerzy Kowalski, Artur Mikołajczewski | 6:31,85    | Hoffnungslauf  |
| 4     | 3    | Ukraine    | Stanislav Kovalov, Ihor Khmara       | 6:36,05    | Hoffnungslauf  |
| 5     | 6    | Indien     | Arjun Lal, Arvind Singh              | 6:40,33    | Hoffnungslauf  |
| 6     | 5    | Uruguay    | Bruno Cetraro, Felipe Klüver         | 6:42,85    | Hoffnungslauf  |

### Vorlauf 3
| Platz | Bahn | Nation   | Athleten                         | Zeit (min) | Qualifikation  |
| ----- | ---- | -------- | -------------------------------- | ---------- | -------------- |
| 1     | 2    | Norwegen | Kristoffer Brun, Are Strandli    | 6:25,74    | Halbfinale A/B |
| 2     | 6    | Belgien  | Niels Van Zandweghe, Tim Brys    | 6:26,51    | Halbfinale A/B |
| 3     | 1    | Kanada   | Patrick Keane, Maxwell Lattimer  | 6:27,54    | Hoffnungslauf  |
| 4     | 3    | Spanien  | Manel Balastegui, Caetano Horta  | 6:38,72    | Hoffnungslauf  |
| 5     | 4    | Chile    | César Abaraoa, Eber Sanhueza     | 6:53,15    | Hoffnungslauf  |
| 6     | 5    | Algerien | Kamel Ait Daoud, Sid Ali Boudina | 6:57,32    | Hoffnungslauf  |

## Hoffnungsläufe
Sonntag, 25. Juli 2021

### Hoffnungslauf 1
| Platz | Bahn | Nation   | Athleten                         | Zeit (min) | Qualifikation  |
| ----- | ---- | -------- | -------------------------------- | ---------- | -------------- |
| 1     | 2    | Ukraine  | Stanislav Kovalov, Ihor Khmara   | 6:36,28    | Halbfinale A/B |
| 2     | 3    | Kanada   | Patrick Keane, Maxwell Lattimer  | 6:36,79    | Halbfinale A/B |
| 3     | 1    | Uruguay  | Bruno Cetraro, Felipe Klüver     | 6:36,87    | Halbfinale A/B |
| 4     | 4    | Portugal | Pedro Fraga, Afonso Costa        | 6:36,95    | C-Finale       |
| 5     | 5    | Chile    | César Abaraoa, Eber Sanhueza     | 6:48,22    | C-Finale       |
| 6     | 6    | Thailand | Siwakorn Wongpin, Nawamin Deenoi | 7:20,50    | C-Finale       |

### Hoffnungslauf 2
| Platz | Bahn | Nation     | Athleten                               | Zeit (min) | Qualifikation  |
| ----- | ---- | ---------- | -------------------------------------- | ---------- | -------------- |
| 1     | 3    | Polen      | Jerzy Kowalski, Artur Mikołajczewski   | 6:43,44    | Halbfinale A/B |
| 2     | 4    | Spanien    | Manel Balastegui, Caetano Horta        | 6:45,71    | Halbfinale A/B |
| 3     | 5    | Indien     | Arjun Lal, Arvind Singh                | 6:51,36    | Halbfinale A/B |
| 4     | 2    | Usbekistan | Shahboz Xolmirzayev, Sobir Safaraliyev | 6:56,22    | C-Finale       |
| 5     | 1    | Venezuela  | César Amaris, José Güipe               | 7:01,46    | C-Finale       |
| 6     | 6    | Algerien   | Kamel Ait Daoud, Sid Ali Boudina       | 7:12,08    | C-Finale       |

## Halbfinale
Mittwoch, 28. Juli 2021

### Halbfinale A/B 1
| Platz | Bahn | Nation      | Athleten                             | Zeit (min) | Qualifikation |
| ----- | ---- | ----------- | ------------------------------------ | ---------- | ------------- |
| 1     | 4    | Deutschland | Jonathan Rommelmann, Jason Osborne   | 06:07,33   | Finale A      |
| 2     | 1    | Uruguay     | Bruno Cetraro, Felipe Klüver         | 06:11,48   | Finale A      |
| 3     | 5    | Tschechien  | Jiří Šimánek, Miroslav Vraštil       | 06:11,88   | Finale A      |
| 4     | 2    | Polen       | Jerzy Kowalski, Artur Mikołajczewski | 06:12,79   | Finale B      |
| 5     | 6    | Kanada      | Patrick Keane, Maxwell Lattimer      | 06:18,29   | Finale B      |
| 6     | 3    | Norwegen    | Kristoffer Brun, Are Strandli        | 12:16,25   | Finale B      |

### Halbfinale A/B 2
| Platz | Bahn | Nation  | Athleten                        | Zeit (min) | Qualifikation |
| ----- | ---- | ------- | ------------------------------- | ---------- | ------------- |
| 1     | 3    | Irland  | Fintan McCarthy, Paul O’Donovan | 6:05,33 WR | Finale A      |
| 2     | 4    | Italien | Stefano Oppo, Pietro Ruta       | 6:07,70    | Finale A      |
| 3     | 2    | Belgien | Niels Van Zandweghe, Tim Brys   | 6:13,07    | Finale A      |
| 4     | 5    | Ukraine | Stanislav Kovalov, Ihor Khmara  | 6:14,57    | Finale B      |
| 5     | 1    | Spanien | Manel Balastegui, Caetano Horta | 6:15,49    | Finale B      |
| 6     | 6    | Indien  | Arjun Lal, Arvind Singh         | 6:24,41    | Finale B      |

## Finale

### A-Finale
Donnerstag, 29. Juli 2021, 2:50 Uhr MESZ

Anmerkung: zur Ermittlung der Plätze 1 bis 6
| Platz | Bahn | Nation      | Athleten                           | Zeit (min) |
| ----- | ---- | ----------- | ---------------------------------- | ---------- |
| 1     | 3    | Irland      | Fintan McCarthy, Paul O’Donovan    | 6:06,43    |
| 2     | 4    | Deutschland | Jonathan Rommelmann, Jason Osborne | 6:07,29    |
| 3     | 2    | Italien     | Stefano Oppo, Pietro Ruta          | 6:14,30    |
| 4     | 1    | Tschechien  | Jiří Šimánek, Miroslav Vraštil     | 6:16,42    |
| 5     | 6    | Belgien     | Niels Van Zandweghe, Tim Brys      | 6:18,10    |
| 6     | 5    | Uruguay     | Bruno Cetraro, Felipe Klüver       | 6:24,21    |

### B-Finale
Donnerstag, 29. Juli 2021, 1:50 Uhr MESZ

Anmerkung: zur Ermittlung der Plätze 7 bis 12
| Platz | Bahn | Nation   | Athleten                             | Zeit (min) |
| ----- | ---- | -------- | ------------------------------------ | ---------- |
| 7     | 2    | Spanien  | Manel Balastegui, Caetano Horta      | 6:15,45    |
| 8     | 4    | Polen    | Jerzy Kowalski, Artur Mikołajczewski | 6:16,01    |
| 9     | 3    | Ukraine  | Stanislav Kovalov, Ihor Khmara       | 6:16,92    |
| 10    | 5    | Kanada   | Patrick Keane, Maxwell Lattimer      | 6:17,60    |
| 11    | 1    | Indien   | Arjun Lal, Arvind Singh              | 6:29,66    |
| 12    | 6    | Norwegen | Kristoffer Brun, Are Strandli        | DNS        |

### C-Finale
Donnerstag, 29. Juli 2021, 4:20 Uhr MESZ

Anmerkung: zur Ermittlung der Plätze 13 bis 18
| Platz | Bahn | Nation     | Athleten                               | Zeit (min) |
| ----- | ---- | ---------- | -------------------------------------- | ---------- |
| 13    | 3    | Portugal   | Pedro Fraga, Afonso Costa              | 6:24,44    |
| 14    | 5    | Chile      | César Abaraoa, Eber Sanhueza           | 6:31,97    |
| 15    | 2    | Venezuela  | César Amaris, José Güipe               | 6:36,37    |
| 16    | 4    | Usbekistan | Shahboz Xolmirzayev, Sobir Safaraliyev | 6:40,25    |
| 17    | 6    | Algerien   | Kamel Ait Daoud, Sid Ali Boudina       | 6:41,62    |
| 18    | 1    | Thailand   | Siwakorn Wongpin, Nawamin Deenoi       | 6:56,13    |